# Hyperdimension Neptunia
Hyperdimension Neptunia (超次元ゲイム ネプテューヌ, Chōjigen Geimu Neputyūnu, littéralement « Jeu super dimensionnel Neptune ») est une franchise de jeu vidéo de rôle développée par les sociétés japonaises Compile Heart et Idea Factory et éditée sur PlayStation 3, Playstation 4,Playstation Vita, Nintendo Switch et sur PC (via Steam et GOG).
Chaque jeu de la série est basé sur un univers concentré de références parodiques et burlesques sur l'industrie du jeu vidéo. Le gameplay de la série principale reprend beaucoup d'élément du visual novel et du JRPG, les spin-offs quant à eux ont plus de liberté quant au gameplay, même si les éléments de visual novel persistent.
Le jeu original fut révélé le 7 avril 2010, via un numéro du magazine japonais Famitsu.

## Résumé
Dans le monde de Gamindustri a lieu une guerre sans fin nommée : « Console War » (litt. Guerre des consoles).
Elle se déroule entre quatre nations : Planeptune, Lastation, Lowee et Leanbox. Chaque territoire est à la charge d'une déesse qui veille dessus.
Neptune, la déesse de Planeptune (la terre du progrès violet), part à l'aventure avec ses amies Compa (une infirmière tête en l'air) et IF (une aventurière et informatrice pour la guilde de Planeptune) à travers le monde.
Noire, est la déesse de Lastation, Blanc, la déesse de Lowee, et Vert, la déesse de Leanbox.

## Personnages
Neptune
Neptune est le personnage principal de la franchise.
Elle représente la Sega Neptune, sous le nom de Purple Heart, elle est la déesse de Planeptune.
Elle a une forte tendance à enfoncer le 4ème mur, de jouer à tous types de jeux, lire des mangas en essayant d'outrepasser ses obligations.
Elle porte généralement soit une Parka, soit un survêtement / gilet.
Noire
Sous le nom de Black Heart, elle est la déesse de Lastation, elle représente la série de consoles de salon PlayStation.
Ayant plus une attitude de "Tsundere", elle est généralement moquée pour son caractère trop sérieux voir un peu compliqué à suivre.
Blanc
Déesse de Lowee sous le nom de White Heart, elle représente la Wii de Nintendo.
Elle passe son temps à lire et travailler, calme et timide au premier abord.
Cependant dans le cas où elle perd contrôle d'elle même, elle entre dans une rage assez surprenante.
Vert
Sous le nom de Green Heart, déesse de Leanbox, elle représente la Xbox 360 de Microsoft.
Une grande amatrice des jeux en ligne, en plus du travail, elle y passe la majorité de son temps.

## Liste de jeux
- 2010 : Hyperdimension Neptunia
- 2011 : Hyperdimension Neptunia mk2
- 2012 : Hyperdimension Neptunia Victory
- 2013 : Hyperdimension Neptunia PP: Producing Perfection
- 2013 : Hyperdimension Neptunia Re;Birth1
- 2014 : Hyperdimension Neptunia Re;Birth2: Sisters Generation
- 2014 : Hyperdevotion Noire: Goddess Black Heart
- 2014 : Hyperdimension Neptunia U: Action Unleashed
- 2014 : Hyperdimension Neptunia Re;Birth3: V Generation
- 2015 : Hyperdimension Neptunia Hypercollection (compilation)
- 2015 : Megadimension Neptunia VII
- 2015 : MegaTagmension Blanc + Neptune VS Zombies
- 2015 : Superdimension Neptune VS Sega Hard Girls
- 2017 : Cyberdimension Neptunia: 4 Goddesses Online
- 2017 : Nep-Nep Connect: Chaos Chanpuru
- 2017 : Megadimension Neptunia VIIR
- 2018 : Super Neptunia RPG
- 2020 : Neptunia Virtual Stars
- 2021 : Neptunia x SENRAN KAGURA: Ninja Wars
- 2022 : Neptunia Sisters VS Sisters
- 2023 : Neptunia Game Maker R:Evolution

## Manga
2 adaptations en mangas ont vu le jour: Choujigen Game Neptune: Megami Tsuushin qui présente les personnages principaux dans leur vie de tous les jours, fêtant Noël,... et Hyperdimension Neptunia Hello New World, écrit en 2013, qui semble faire suite à l'anime.

## Light Novel
Hyperdimension Neptunia High School est une série de 5 tomes sorti en 2012 seulement au Japon. Cette fois, les personnages sont étudiantes à la Game-academy et non CPUs. Ce concept sera d'ailleurs repris dans MégaTagmension Blanc + Neptune VS Zombies.

## Chōjigen Game Neptune: The Animation
Une adaptation du jeu Hyperdimension Neptunia en anime a été annoncée en fin d'août 2012 et a été diffusée à la télévision le 12 juillet 2013.

### Liste des épisodes
| No       | Titre français | Titre japonais | Titre japonais | Date de 1re diffusion |
| No       | Titre français | Kanji | Rōmaji | Date de 1re diffusion |
| -------- | --- | --- | --- | --------------------- |
| 1        | The Goddess of Planeptune | プラネテューヌの女神 | Puranetyūnu no megami | 12 juillet 2013       |
| 2        | The Terrorist of Lowee | ルウィーの兇行 | Ruuī no kyōkō | 19 juillet 2013       |
| 3        | A Weekend in Leanbox | リーンボックスの週末 | Rīnbokkusu no shūmatsu | 26 juillet 2013       |
| 4        | The Resolve of the Younger Sisters | 妹たちの決意 | Imōto-tachi no ketsui | 2 août 2013           |
| 5        | The Resonance of the Goddesses | 女神たちの共鳴 | Megami-tachi no kyōmei | 9 août 2013           |
| 6        | The Secret of Lastation | ラステイションの秘密 | Rasuteishon no himitsu | 16 août 2013          |
| 7        | The Fruits of Revenge | 復讐の果実 | Fukushū no kajitsu | 23 août 2013          |
| 8        | The Paradise Forbidden ...on which people will DO THINGS to other people and forget wardrobe malfunction because there might even be some licking and it'll be like "Oh no, Neptune is so embarrassed~~"! | 禁断の楽園 ……であんなことやこんなこと やっちゃったりやられちゃったりで もしかするとポロリどころか ペロリまであるかもしれなくていや〜ん ネプテューヌ恥ずかしい〜みたいな! | Kindan no rakuen …… De an'na koto ya kon'na koto Yacchattari yararechattari de Moshika suruto porori dokoroka Perori made aru kamo shirenakute iya~n Neputyūnu hazukashī 〜 mitai na! | 30 août 2013          |
| 9        | The Challenge of Eden | エディンの挑戦 | Edin no chōsen | 6 septembre 2013      |
| 10       | The Battlefront of Oblivion | 忘却の戦線 | Bōkyaku no sensen | 13 septembre 2013     |
| 11       | The Emissary of Old | 古からの使者 | Inishie kara no shisha | 20 septembre 2013     |
| 12       | The Ties to Tomorrow | 明日への絆 | Ashita e no kizuna | 27 septembre 2013     |
| 13 (OVA) | The Eternity Promised | 約束の永遠 | Yakusoku no eien | 26 mars 2014          |

### Doublage
| Personnages             | Voix originales  |
| ----------------------- | ---------------- |
| Neptune / Purple Heart  | Rie Tanaka       |
| Noire / Black Heart     | Asami Imai       |
| Blanc / White Heart     | Kana Asumi       |
| Vert / Green Heart      | Rina Satō        |
| IF                      | Kana Ueda        |
| Compa                   | Kanako Sakai     |
| Histoire                | Mika Kanai       |
| Nepgear / Purple Sister | Yui Horie        |
| Uni / Black Sister      | Eri Kitamura     |
| Ram / White Sister      | Kaori Ishihara   |
| Rom / White Sister      | Yui Ogura        |
| Plutia / Iris Heart     | Kana Hanazawa    |
| Peashy / Yellow Heart   | Aoi Yūki         |
| 5pb                     | nao              |
| Arfoire                 | Chiaki Takahashi |
| Linda                   | Junko Minagawa   |
| Abnes                   | Yui Shoji        |
| Warechu                 | Neeko            |
| Trick                   | Yōji Ueda        |
| Anonydeath              | Yuuki Fujiwara   |
| Setag                   | Aya Endou        |
| Checkpoint Avatar       | Harumi Sakurai   |
| Rei Ryghts              | Yu Kobayashi     |
| Dogoo                   | Akeno Watanabe   |